# Old Spice

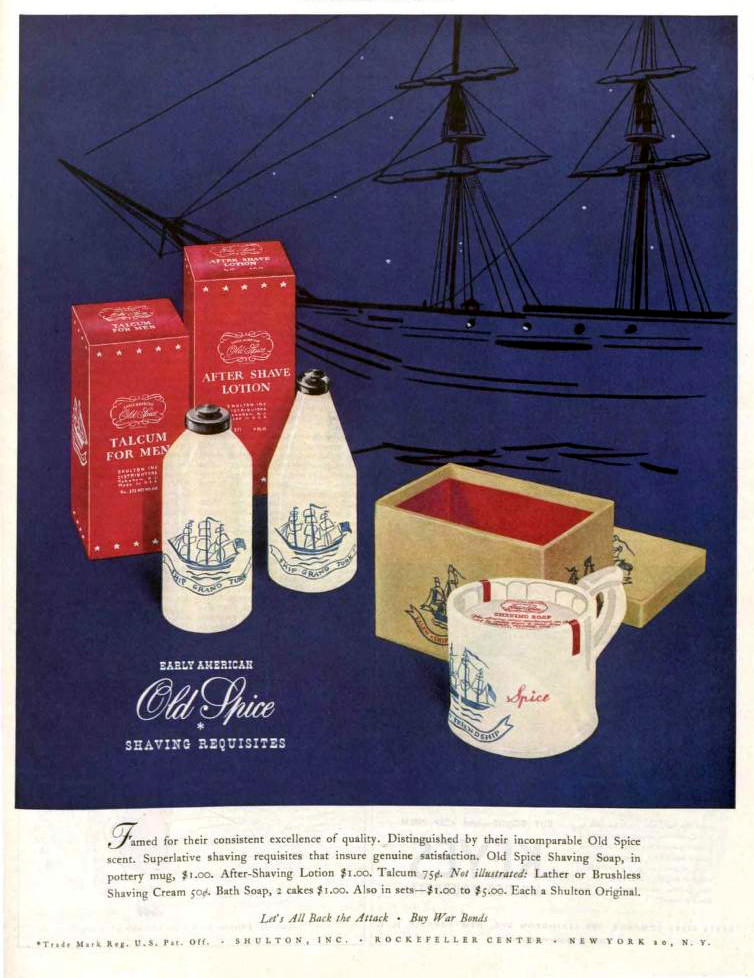
Тальк, лосьон после бритья и мыло в кружке для бритья (реклама в журнале The Saturday Evening Post 1944 года)

Old Spice (произносится: олд спайс; с англ., разг.: старый морской волк (моряк) ) — американский бренд парфюмерно-косметических товаров для мужчин, принадлежащий компании Procter & Gamble.

## История
Бренд создан американской компанией Shulton, основанной Уильямом Лайтфутом Шульцем (англ. William Lightfoot Schultz) в 1934 году в Нью-Йорке. В 1937 году выходит первый продукт для женщин Early American Old Spice, в 1938 — Old Spice для мужчин. В 1990 году бренд продан компании Procter & Gamble.
Из «мужских продуктов» в начале 20-го века преобладали продукты с морской тематикой, например мыло для бритья и лосьоны после бритья. Парусники, в частности, были использованы в качестве товарного знака. Парусные суда на упаковке использовали многие производители, например такие как Grand Turk и Friendship. Old Spice использовал на своей упаковке изображения таких кораблей, как John Wesley, Salem, Birmingham, Maria Teresa, Propontis, Recovery, Sooloo, Star of the West, Constitution, Java, United States, и Гамильтон.
На протяжении 2000-х годов компания Procter & Gamble представила множество форм дезодорантов, средств для мытья тела и спреев для тела с несколькими ароматами под названием Old Spice.
В начале 2008 года оригинальный аромат Old Spice был повторно использован как «Классический аромат» (англ. Classic Scent), как использовавшийся аромат в средствах после бритья и одеколонах. Белые стеклянные бутылки уступили бутылкам из пластика, а серые пробки красным.

## Продукты
Под брендом Old Spice выпускаются лосьоны после бритья, дезодоранты (твёрдые, гелевые), антиперспиранты, гели для душа и многие другие продукты. Лосьоны после бритья разливаются в бутылку в форме буя.

## Реклама
Рекламная кампания с участием Исайи Мустафы и Терри Крюса, известными как «Old Spice Guys» (рус. Парни Old Spice), стала очень популярной и после первой рекламы стала приобретать характер вирусной. Old Spice запустил серию телевизионных рекламных роликов в Индии под названием «Mantastic Man» с участием супермодели и актёра Милинда Сомана в 2013 году.
Классический гель для душа Old Spice продавался под лозунгом

Оригинал. Если бы твой дед не использовал его, тебя бы не было.
Оригинальный текст (англ.)The original. If your grandfather hadn't worn it, you wouldn't exist.